# Folsomia borealis
Folsomia borealis is een springstaartensoort uit de familie van de Isotomidae. De wetenschappelijke naam van de soort is voor het eerst geldig gepubliceerd in 2000 door Potapov & Babenko.